# 和泉 (印西市)
和泉（いずみ）は、千葉県印西市の大字。郵便番号270-1351。

## 地理
北は亀成、東は鹿黒、南東は鹿黒南、南は大塚、西は小倉、北西は浦部に隣接している。

## 歴史
江戸時代は和泉村であり、下総国印旛郡のうち、印西領・印西筋に属す。
寛永年間（1661年～1673年）は幕府領、のち旗本本多氏・八木氏の相給、1701年（元禄14年）から佐倉藩領、1723年（享保8年）から淀藩領、「旧高旧領」では幕府・淀藩の相給。村高は「元禄郷帳」274石余、1707年（宝永4年）・1730年（享保15年）の改増を経て、「天保郷帳」「旧高旧領」ともに372石余。なお「旧高旧領」に見える幕府領分20石余は、享保年間（1716年～1736年）に開発され、1730年（享保15年）の新田検地により、高請された本村に含められた南新田で、同年検地帳によれば反別畑20町5反余（印旛郡誌）。1723年（享保8年）「淀藩郷村帳」によれば、小物成として夫役永940文余。萱銭永1貫250文を上納（田辺家文書）。1779年（明和9年）明細帳では、家数55・人数292、馬27（武藤家文書）。1873年（明治6年）千葉県に所属。神社は鳥見神社・厳島神社、寺院は天台宗泉倉寺（印旛郡誌）。1889年（明治22年）永治村の大字となる。

### 年表
- 1873年（明治6年） - 千葉県に所属。
- 1889年（明治22年）4月1日 - 永治村大字和泉になる[4]。
  - 町村制施行し浦部村、小倉村、和泉村、白幡村、浦幡新田、浦部村新田、高西新田、平塚村が合併し永治村が発足。
- 1954年（昭和29年）12月1日 - 印西町和泉になる。
  - 木下町、大森町、船穂村、永治村の一部が合併し印西町が発足。
- 1996年（平成8年）4月1日 - 印西市和泉になる。
  - 印西町が市制施行し、印西市になる。

## 世帯数と人口
2017年（平成29年）10月31日現在の世帯数と人口は以下の通りである。
| 大字 | 世帯数  | 人口  |
| ---- | ------- | ----- |
| 和泉 | 103世帯 | 265人 |

## 施設
- 和泉会館
- 泉倉寺
- 円光院観音堂
- 鳥見神社
- 金刀比羅神社
- 鹿黒機場

## 交通

### バス
- 印西市ふれあいバス[5][6]
  - 西ルート（永治・木刈循環ルート）[7]
    - （千葉ニュータウン中央駅北口） - 小倉入口 - 小倉 - （木下駅北口）